# 딘 스톡웰
로버트 딘 스톡웰(영어: Robert Dean Stockwell, 1936년 3월 5일~2021년 11월 7일)은 미국의 배우이다. 《강박충동》(1959)과 《밤으로의 긴 여로》(1962)로 칸 영화제 남우주연상을 두 차례 받았다.
《마피아의 아내》(1988)로 제61회 아카데미상 남우조연상 후보에 올랐다. 드라마 《광속인간 샘》(1989-93)으로 1990년 제48회 골든 글로브상 리미티드 시리즈 · 텔레비전 영화 부문 남우조연상을 수상했다.

## 출연 작품

### 영화
- 사랑의 결단 (1945)
- 닻을 올리고 (1945)
- Song of the Thin Man (1947)
- 신사협정 (1947)
- The Boy with Green Hair (1948)
- 더 시크릿 가든 (1949, The Secret Garden)
- 킴 (1950, Kim)
- 강박충동 (1959)
- 아들과 연인 (1960)
- 밤으로의 긴 여로 (1962)
- 싸이크 아웃 (1968)
- 던위치의 공포 (1970, The Dunwich Horror)
- 마지막 영화 (1971, The Last Movie)
- 알시노와 콘도르 (1982)
- 거짓 속의 진실 (1982)
- 파리, 텍사스 (1984)
- 듄 (1984)
- The Legend of Billie Jean (1985)
- 리브 앤 다이 (1985)
- 블루 벨벳 (1986)
- 병사의 낙원 (1987, Gardens of Stone)
- 비버리 힐스 캅 2 (1987)
- 터커 (1988)
- 마피아의 아내 (1988)
- 뒤로 가는 남과 여 (1990)
- 플레이어 (1992)
- 체이서 (1994)
- 에어 포스 원 (1997)
- 레인메이커 (1997)
- 배트맨 - 돌아온 조커 (2000) - 목소리
- 버팔로 솔저 (2001)
- 맨츄리안 켄디데이트 (2004)

### 텔레비전
- 환상특급 (1961, 1989)
- Alfred Hitchcock Presents (1961)
- 전투 (1963, Combat!)
- 보난자 (1969)
- 매닉스 (1971)
- 형사 콜롬보 (1972, 1975)
- 제5전선 (1973)
- 제6지대 (1973)
- 스트리트즈 오브 샌프란시스코 (1973)
- Cannon (1975)
- McCloud (1976)
- 부부 탐정 (1982)
- A 특공대 (1983)
- 마이애미의 두 형사 (1985)
- Hunter (1986)
- 제시카의 추리극장 (1988)
- 광속인간 샘 (1989-93)
- 출동! 지구특공대 (1990-92) - 목소리
- 시카고 메디컬 (1994)
- Lois & Clark: The New Adventures of Superman (1994)
- 랭고리얼 (1995, The Langoliers)
- The Man from Snowy River (1995)
- Nowhere Man (1995)
- The Drew Carey Show (1999)
- 스타 트렉: 엔터프라이즈 (2002)
- 스타게이트 SG-1 (2002)
- JAG (2002-04)
- 배틀스타 갈락티카 (2006-09)
- 인리스티드 (2014)
- NCIS: 뉴올리언스 (2014)